# Élections législatives liechtensteinoises de 2009
Les élections législatives liechtensteinoises de 2009  se sont déroulées le 8 février 2009. 
Le scrutin amène à une semi-alternance. L'Union patriotique (VU) remporte la majorité absolue à l'assemblée et prolonge sa coalition avec le Parti progressiste des citoyens, mais en tant que partenaire majoritaire. Klaus Tschütscher (VU) remplace Otmar Hasler au poste de premier ministre.

## Système politique et électoral
Le Liechtenstein est une principauté organisée sous la forme d'une monarchie constitutionnelle. 
Le chef d'État est un prince, qui possède des pouvoirs politiques importants, comprenant un droit de veto. Ces aspects de monarchie directe sont contrebalancés par des éléments de démocratie directe — initiative populaire et référendum — qui font du Liechtenstein le pays d'Europe où celle-ci est considérée comme la plus poussée. 
Le parlement, appelé Landtag, détient le pouvoir législatif. Les 25 députés qui le composent sont élus pour quatre ans au sein de deux circonscriptions, l'Oberland et l'Unterland, comportant respectivement 15 et 10 sièges.
Tous les sièges sont pourvus au scrutin proportionnel entre les listes de candidats ayant remporté au moins 8 % des suffrages exprimés au niveau national.
Le vote est obligatoire.

## Résultats
L'ensemble des voix en faveur des candidats d'un parti sont comptabilisés comme suffrages pour ce parti, ce qui porte le nombre de ces derniers à un total bien supérieur au nombre d'électeurs.
|                                     |                                       |         |       |      |        |               |  |  |  |  |  |  |  |  |
| Parti                               | Parti                                 | Voix    | %     | +/-  | Sièges | +/-           |  |  |  |  |  |  |  |  |
|                                     | Union patriotique (VU)                | 95 219  | 47,61 | 9,38 | 13     | 3             |  |  |  |  |  |  |  |  |
|                                     | Parti progressiste des citoyens (FBP) | 86 951  | 43,47 | 5,27 | 11     | 1             |  |  |  |  |  |  |  |  |
|                                     | Liste libre (FL)                      | 17 835  | 8,92  | 4,11 | 1      | 2             |  |  |  |  |  |  |  |  |
| Total des voix                      | Total des voix                        | 200 005 | 100   |      |        |               |  |  |  |  |  |  |  |  |
|                                     |                                       |         |       |      |        |               |  |  |  |  |  |  |  |  |
| Suffrages exprimés                  | Suffrages exprimés                    | 15 126  | 96,64 |      |        |               |  |  |  |  |  |  |  |  |
| Votes blancs et nuls                | Votes blancs et nuls                  | 526     | 3,36  |      |        |               |  |  |  |  |  |  |  |  |
| Total                               | Total                                 | 15 652  | 100   | -    | 25     | en stagnation |  |  |  |  |  |  |  |  |
| Abstention                          | Abstention                            | 2 841   | 15,36 |      |        |               |  |  |  |  |  |  |  |  |
| Inscrits/Participation              | Inscrits/Participation                | 18 493  | 84,64 |      |        |               |  |  |  |  |  |  |  |  |
| Source: European Elections Database |                                       |         |       |      |        |               |  |  |  |  |  |  |  |  |

### Résultats par circonscription
|            |            |          |          |          |          |               |           |           |           |           |               |       |       |  |
| Parti      | Parti      | Oberland | Oberland | Oberland | Oberland | Oberland      | Unterland | Unterland | Unterland | Unterland | Unterland     | Total | Total |  |
| Parti      | Parti      | Voix     | %        | +/-      | S        | +/-           | Voix      | %         | +/-       | S         | +/-           | Total | Total |  |
|            | VU         | 71 469   | 48,87    | 9,90     | 8        | 2             | 23 750    | 44,17     | 7,97      | 5         | 1             | 13    |       |  |
|            | FBP        | 61 033   | 41,74    | 4,99     | 6        | 1             | 25 918    | 48,20     | 6,05      | 5         | en stagnation | 11    |       |  |
|            | FL         | 13 733   | 9,39     | 4,91     | 1        | 1             | 4 102     | 7,63      | 1,91      | 0         | 1             | 1     |       |  |
| Total      | Total      | 146 235  | 100      |          |          |               | 53 770    | 100       |           |           |               |       |       |  |
|            |            |          |          |          |          |               |           |           |           |           |               |       |       |  |
| Val.       | Val.       | 10 100   | 100      | –        | 15       | en stagnation | 5 550     | 100       | –         | 10        | en stagnation | 25    |       |  |
| Abst       | Abst       | 2 005    | 16,56    |          |          |               | 838       | 13,12     |           |           |               |       |       |  |
| Ins./Part. | Ins./Part. | 12 105   | 83,44    | 6 388    | 86,88    |               |           |           |           |           |               |       |       |  |

### Résultats par commune
| Communes     | Parti                                                     | Parti                           | Voix   | %    | +/-  |
| ------------ | --------------------------------------------------------- | ------------------------------- | ------ | ---- | ---- |
| Vaduz        |                                                           | Parti progressiste des citoyens | 13 558 | 46,0 | 4,2  |
| Vaduz        |                                                           | Union patriotique               | 13 021 | 44,2 | 9,0  |
| Vaduz        |                                                           | Liste libre                     | 2 896  | 9,8  | 4,7  |
| Vaduz        | Inscrits : 2 479; Votants : 2 031; Participation : 81,9 % |                                 |        |      |      |
| Balzers      |                                                           | Union patriotique               | 16 906 | 54,2 | 9,3  |
| Balzers      |                                                           | Parti progressiste des citoyens | 11 374 | 36,5 | 4,4  |
| Balzers      |                                                           | Liste libre                     | 2 905  | 9,3  | 4,9  |
| Balzers      | Inscrits : 2 532; Votants : 2 146; Participation : 84,8 % |                                 |        |      |      |
| Planken      |                                                           | Parti progressiste des citoyens | 1 598  | 49,6 | 7,1  |
| Planken      |                                                           | Union patriotique               | 1 222  | 37,9 | 13,6 |
| Planken      |                                                           | Liste libre                     | 405    | 12,6 | 6,4  |
| Planken      | Inscrits : 244; Votants : 226; Participation : 92,6 %     |                                 |        |      |      |
| Schaan       |                                                           | Union patriotique               | 15 507 | 44,6 | 10,1 |
| Schaan       |                                                           | Parti progressiste des citoyens | 15 292 | 44,0 | 4,7  |
| Schaan       |                                                           | Liste libre                     | 3 986  | 11,5 | 5,3  |
| Schaan       | Inscrits : 2 863; Votants : 2 399; Participation : 83,8 % |                                 |        |      |      |
| Triesen      |                                                           | Union patriotique               | 13 882 | 50,5 | 11,3 |
| Triesen      |                                                           | Parti progressiste des citoyens | 11 108 | 40,4 | 6,2  |
| Triesen      |                                                           | Liste libre                     | 2 475  | 9,0  | 5,3  |
| Triesen      | Inscrits : 2 373; Votants : 1 914; Participation : 80,7 % |                                 |        |      |      |
| Triesenberg  |                                                           | Union patriotique               | 10 931 | 54,4 | 9,4  |
| Triesenberg  |                                                           | Parti progressiste des citoyens | 8 103  | 40,3 | 5,5  |
| Triesenberg  |                                                           | Liste libre                     | 1 066  | 5,3  | 3,8  |
| Triesenberg  | Inscrits : 1 614; Votants : 1 384; Participation : 85,7 % |                                 |        |      |      |
| Eschen       |                                                           | Union patriotique               | 9 116  | 53,7 | 11,0 |
| Eschen       |                                                           | Parti progressiste des citoyens | 6 755  | 39,8 | 8,7  |
| Eschen       |                                                           | Liste libre                     | 1 119  | 6,6  | 2,2  |
| Eschen       | Inscrits : 2 088; Votants : 1 760; Participation : 84,3 % |                                 |        |      |      |
| Gamprin      |                                                           | Parti progressiste des citoyens | 3 679  | 52,9 | 5,9  |
| Gamprin      |                                                           | Union patriotique               | 2 935  | 42,2 | 8,5  |
| Gamprin      |                                                           | Liste libre                     | 346    | 5,0  | 2,5  |
| Gamprin      | Inscrits : 815; Votants : 715; Participation : 87,7 %     |                                 |        |      |      |
| Mauren       |                                                           | Parti progressiste des citoyens | 8 174  | 53,4 | 4,1  |
| Mauren       |                                                           | Union patriotique               | 5 491  | 35,9 | 5,8  |
| Mauren       |                                                           | Liste libre                     | 1 645  | 10,7 | 1,7  |
| Mauren       | Inscrits : 1 851; Votants : 1 585; Participation : 85,6 % |                                 |        |      |      |
| Ruggell      |                                                           | Parti progressiste des citoyens | 4 726  | 49,1 | 4,5  |
| Ruggell      |                                                           | Union patriotique               | 4 408  | 45,8 | 6,7  |
| Ruggell      |                                                           | Liste libre                     | 496    | 5,2  | 2,1  |
| Ruggell      | Inscrits : 1 074; Votants : 982; Participation : 91,4 %   |                                 |        |      |      |
| Schellenberg |                                                           | Parti progressiste des citoyens | 2 584  | 53,0 | 6,9  |
| Schellenberg |                                                           | Union patriotique               | 1 800  | 36,9 | 7,5  |
| Schellenberg |                                                           | Liste libre                     | 496    | 10,2 | 0,5  |
| Schellenberg | Inscrits : 560; Votants : 508; Participation : 90,7 %     |                                 |        |      |      |